# Hästehufvud
Hästehufvud, är en svensk adlig ätt, introducerad på riddarhuset som adlig ätt nr: 132 år 1612. Utslocknad år 1657 med Anders Eriksson Hästehufvud.